# Вокуева, Ольга Ивановна
О́льга Ива́новна Воку́ева (1917, Диюр, Архангельская губерния — 21 марта 1995, Диюр, Республика Коми) — советский хозяйственный деятель.

## Биография
Родилась в 1917 году в деревне Диюр (ныне — в Ижемском районе Республики Коми), рано осиротела. Член ВКП(б).
С 1932 года — на хозяйственной, общественной и политической работе. В 1932—1967 гг. — в хозяйстве дяди, колхозница, на шестимесячных курсы бригадиров, бригадир полеводства, бригадир животноводческой бригады колхоза «Победа», секретарь районной комсомольской организации, глава фермы, председатель колхоза, заведующая молочно-товарной фермой колхоза «Победа» Ижемского района Коми АССР.
Избиралась депутатом Верховного Совета СССР 3-го созыва.
Умерла в 1995 году в селе Диюр Ижемского района Республики Коми.